# Петрозино
Петрозѝно (на италиански: Petrosino, на сицилиански Piddrusinu, Пидрузину, значещ магданоз) е градче и община в южна Италия, провинция Трапани, автономен регион и остров Сицилия. Разположен е на 16 m надморска височина. Населението на града е 7678 души (към 2012 г.).